# Tomáš Kalivoda
Tomáš Kalivoda (* 6. April 1998) ist ein tschechischer Skilangläufer.

## Werdegang
Kalivoda nahm im Februar 2017 in Jablonec nad Nisou erstmals am Slavic-Cup teil und belegte dabei den achten Platz über 10 km klassisch, den siebten Rang über 3 km Freistil und den sechsten Platz in der Verfolgung. Bei den Nordischen Junioren-Skiweltmeisterschaften 2017 in Soldier Hollow lief er auf den 38. Platz über 10 km Freistil, auf den 36. Rang im Skiathlon und auf den sechsten Platz mit der Staffel und bei den Nordischen Junioren-Skiweltmeisterschaften 2018 in Goms auf den 46. Platz über 10 km klassisch, auf den 29. Rang im Skiathlon und auf den zehnten Platz mit der Staffel. Im folgenden Jahr errang er bei den U23-Weltmeisterschaften in Lahti den 54. Platz im Sprint, den 41. Platz über 15 km Freistil und den 36. Platz im 30-km-Massenstartrennen und bei der Winter-Universiade in Krasnojarsk den 27. Platz im 30-km-Massenstartrennen und den 19. Platz im Teamsprint. In der Saison 2019/20 startete er in Nové Město erstmals im Weltcup, wo er den 57. Platz über 15 km Freistil und den 56. Rang in der Verfolgung belegte. Seine besten Platzierungen bei den U23-Weltmeisterschaften in Oberwiesenthal waren der 16. Platz im Sprint und der 13. Rang mit der Staffel. In der folgenden Saison holte er in Ulricehamn mit dem achten Platz im Teamsprint seine ersten Weltcuppunkte und im Sprint in Zakopane seinen ersten Sieg im Slavic-Cup. Bei den U23-Weltmeisterschaften 2021 in Vuokatti belegte er den 45. Platz über 15 km Freistil und den 19. Rang im Sprint. Im Dezember 2021 holte er in Davos mit dem 24. Platz im Sprint seine ersten Weltcuppunkte bei einem Einzelrennen.

## Siege bei Continental-Cup-Rennen
| Nr. | Datum         | Ort      | Disziplin        | Serie      |
| --- | ------------- | -------- | ---------------- | ---------- |
| 1.  | 20. März 2021 | Zakopane | Sprint klassisch | Slavic Cup |